# 库赖斯
库赖斯（葡萄牙語：Currais）是巴西皮奥伊州的一个市镇。总面积3156.647平方公里，总人口4500人，人口密度1.4人/平方公里。